# Zaginiony (brytyjski serial telewizyjny)
Zaginiony (ang. The Missing) – brytyjski serial telewizyjny emitowany od 28 października 2014 do 30 listopada 2016 przez BBC One, współprodukowany przez BBC i amerykańską telewizję Starz. Po sukcesie pierwszej serii w powstała druga. W Polsce obie serie Zaginionego wyświetliła stacja Ale Kino+. Po zakończeniu emisji serialu zapowiedziano produkcję serii pobocznej, której premiera przewidziana jest na 2019.

## Fabuła

### Pierwsza seria
Pierwsza seria opowiada o Tonym i Emily Hughes, których pięcioletni synek Olivier zaginął w czasie letnich wakacji we Francji. Tony postanawia odszukać chłopca na własną rękę. Po ośmiu latach obsesyjnego, bezskutecznego śledztwa otrzymuje nową wskazówkę dotyczącą losów synka. Emily, która po zaginięciu Oliviera rozstała się w Tonym, nie ma już siły brać udziału w dalszych poszukiwaniach i pragnie skupić się na odbudowaniu spokojnego życia u boku nowego partnera. Jedyną osobą, która pomaga Tony’emu, jest francuski detektyw Julien Baptiste, który osiem lat wcześniej prowadził śledztwo w sprawie zaginięcia Oliviera.

### Druga seria
Druga seria opowiada o Samie i Gemmie Websterach, angielskim małżeństwie mieszkającym w Niemczech, gdzie Sam pracuje jako żołnierz w brytyjskiej bazie wojskowej. W 2003 roku ich nastoletnia córka Alice zaginęła bez śladu. W 2014 roku dziewczyna wraca do domu, wycieńczona psychicznie i fizycznie. Wyznaje, że przez lata była przetrzymywana przez nieznanego mężczyznę w leśnym bunkrze i że jej towarzyszką niedoli była zaginiona we Francji Sophie Giroux, której nie udało się uciec z niewoli. Niemiecka policja i brytyjskie wojsko kontaktują się z przebywającym na emeryturze, schorowanym Julienem Baptistem, który prowadził kiedyś śledztwo w sprawie zniknięcia Sophie. Najpierw Gemma, a potem Julien nabierają podejrzeń co do tożsamości odnalezionej dziewczyny. Julien jest przekonany, że jest to w rzeczywistości Sophie. Gdy odnaleziona ginie w pożarze, francuski policjant podejmuje samodzielne śledztwo w sprawie Alice i Sophie, w którym ślad kieruje go ku pedofilskiej siatce w brytyjskiej armii. Również Gemma, wbrew mężowi, prowadzi na własną rękę poszukiwania córki.

## Obsada

### Pierwsza seria
- James Nesbitt jako Tony Hughes
- Frances O’Connor jako Emily Hughes
- Tchéky Karyo jako Julien Baptiste
- Oliver Hunt jako Oliver Hughes
- Jason Flemyng jako Mark Walsh
- Ken Stott jako Ian
- Arsher Ali jako Malik Suri
- Titus De Voogdt jako Bourg
- Saïd Taghmaoui jako Ziane
- Émilie Dequenne jako Laurence Relaud
- Anamaria Marinca jako Rini
- Eric Godon jako Georges Deloix
- Anastasia Hille jako Celia Baptiste
- Johan Leysen jako Sieg
- Jean-François Wolff jako Alain

### Druga seria
- David Morrissey jako Sam Webster
- Keeley Hawes jako Gemma Webster
- Tchéky Karyo jako Julien Baptiste
- Roger Allam jako Adrian Stone
- Laura Fraser jako Eve Stone
- Anastasia Hille jako Celia Baptiste
- Lia Williams jako Nadia Herz
- Abigail Hardingham jako Alice Webster
- Ólafur Darri Ólafsson jako Stefan Andersen
- Jake Davies jako Matthew Webster
- Florian Bartholomäi jako Jorn Lenhart
- Daniel Ezra jako Daniel Reed
- Madi Linnard jako młoda Alice Webster
- Filip Peeters jako Kristian Herz
- Brian Bovell jako Henry Reed
- Eulalie Trillet jako Sophie Giroux
- Indica Watson jako Lucy

## Odcinki
| Seria | Odcinki | Oryginalna emisja w BBC One | Oryginalna emisja w BBC One | Polska emisja w Ale Kino+ | Polska emisja w Ale Kino+ | Polska emisja w Ale Kino+ |
| Seria | Odcinki | Premiera serii              | Koniec serii                | Premiera serii            | Finał serii               |                           |
| ----- | ------- | --------------------------- | --------------------------- | ------------------------- | ------------------------- | ------------------------- |
| 1     | 8       | 28 października 2014        | 16 grudnia 2014             | 4 lutego 2015             | 25 lutego 2015            |                           |
| 2     | 8       | 12 października 2016        | 30 listopada 2016           | 8 marca 2017              | 29 marca 2017             |                           |